# アンバー・アイジディ
アンバー・アイジディ（Amber Igiede, 2001年1月8日 - ）は、アメリカ合衆国の女子バレーボール選手。アメリカ代表。

## 来歴

### クラブチーム
バトンルージュ出身。2019年、ハワイ大学に進学。NCAA女子バレーボール選手権などに出場。2024年3月、イタリアセリエA1のローマバレーへへ入団し、2023/24シーズンのセリエA1リーグに出場した。2024年4月、LOVBに参戦することが発表され、ヒューストン所属となった。2025年2月に行われたLOVB Classicではタイトル獲得に貢献した。

### 代表チーム
2024年、シニア代表に初選出され、パンアメリカンカップに出場し銀メダルを獲得した。

## 所属クラブ
- ハワイ大学（2019-2023年）
- ローマ・バレークラブ（2024年）
- LOVBヒューストン（2024年-）